# Terrer
Terrer là một đô thị ở tỉnh Zaragoza, Aragon, Tây Ban Nha. Theo điều tra dân số 2007 (INE), đô thị này có dân số là 541 người. Diện tích đô thị này là 33,8 ki-lô-mét vuông. Đô thị này nằm ở độ cao 561 m trên mực nước biển, cách thủ phủ Zaragoza 93 km.
Đô thị này xuất hiện trong Cantar de Mio Cid.